# Рамельсбергіт
Рамельсбергіт — мінерал, діарсенід нікелю острівної будови.

## Загальний опис
Хімічна формула: NiAs2.
Склад у %: Ni — 28,12; As — 71,88.
Домішки: Co, Fe, S, Bi.
Сингонія ромбічна. Ромбодипірамідальний вид. Форми виділення: масивні, призматично-зернисті, іноді волокнисті аґреґати, зрідка — кристали.
Твердість 5,5-6,5.
Густина 7,1.
Колір білого олова з червонуватим відливом. Злам нерівний. Непрозорий.
Кристали короткопризматичні, іноді довгопризматичні.
Мінерал часто утворює також радіальноволокнисті, ґроноподібні агрегати й кірочки.
Колір білого олова з червонуватим відливом.
Риса сірувато-чорна.
Блиск металічний.
Зустрічається в жильних родовищах разом з іншими мінералами нікелю та кобальту. Асоціює з льолінгітом, смальтитом, нікеліном, арсенопіритом, кобальтином, сафлоритом. Відомі знахідки: в Шнееберзі (ФРН), Льолінг-Гюттенберзі (Австрія), Валле (Швейцарія), на руднику Ельдорадо (Канада), Модум (Норвегія), Бу-Аззер (Марокко). Другорядне джерело нікелю та арсену.
Названий на честь німецького хіміка і мінералога К. Ф. Раммельсберґа, 1854.